# Camarana
Genre
Synonymes
- Arruda Mello-Leitão, 1940

Camarana est un genre d'opilions laniatores de la famille des Cryptogeobiidae.

## Distribution
Les espèces de ce genre sont endémiques du Brésil. Elles se rencontrent dans les États de Rio de Janeiro et de São Paulo.

## Liste des espèces
Selon World Catalogue of Opiliones (13/08/2021) :
- Camarana flavipalpi Soares, 1945
- Camarana insignis (Mello-Leitão, 1940)
- Camarana minor Mello-Leitão, 1935
- Camarana pectinata (Mello-Leitão, 1940)
- Camarana rousseti Soares & Soares, 1946
- Camarana unica Soares, 1944

## Publication originale
- Mello-Leitão, 1935 : « A propósito de alguns opiliões novos. » Memórias do Instituto Butantan, vol. 9, p. 369–411.